# NGC 3272
NGC 3272 é uma estrela dupla localizada na direcção da constelação de Leo Minor. Possui uma declinação de +28° 28' 07.6" e uma ascensão recta de 10 horas, 31 minutos e 48.1 segundos.